# Katedra Najświętszego Serca Jezusowego w Rzeżycy
Katedra Najświętszego Serca Jezusowego w Rzeżycy (łot. Rēzeknes Vissvētākās Jēzus Sirds katedrāle) - główna świątynia diecezji rzeżycko-agłońskiej na Łotwie. Została zbudowana w latach 1887–1902 według projektu ryskiego architekta Floriana Wyganowskiego. Jest jednym z najpiękniejszych kościołów na Łotwie. Fasada kościoła nosi cechy stylu neoromańskiego, wnętrze utrzymane jest w stylu neogotyckim. Od 1995 katedra nowej diecezji.